# Fort de Bidar
El Fort de Bida (Kannada ಬೀದರ್ ಕೋಟೆ, Urdu قلعہ بیدر) està situat a la ciutat de Bidar a la zona de Karnataka, India. El Sultà Alla-Ud-Din Bahman de la dinastia Bahmanid va moure la capital de Gulbarga a Bidar el 1427 i va ordenar construir aquest monuments així com tot un seguit d'altres monuments islàmics. Hi ha més de 30 monuments dins del fort.